# Cantonul Ribécourt-Dreslincourt
Cantonul Ribécourt-Dreslincourt este un canton din arondismentul Compiègne, departamentul Oise, regiunea Picardia, Franța.

## Comune
| Comune                  | Populație (1999) | Cod poștal | Cod INSEE |
| ----------------------- | ---------------- | ---------- | --------- |
| Bailly                  | 585              | 60170      | 60043     |
| Cambronne-lès-Ribécourt | 1 970            | 60170      | 60119     |
| Carlepont               | 1 369            | 60170      | 60129     |
| Chevincourt             | 789              | 60150      | 60147     |
| Chiry-Ourscamp          | 1 203            | 60138      | 60150     |
| Longueil-Annel          | 2 347            | 60150      | 60368     |
| Machemont               | 748              | 60150      | 60373     |
| Marest-sur-Matz         | 376              | 60490      | 60378     |
| Mélicocq                | 656              | 60150      | 60392     |
| Montmacq                | 1 175            | 60150      | 60423     |
| Pimprez                 | 685              | 60170      | 60492     |
| Le Plessis-Brion        | 1 488            | 60150      | 60501     |
| Ribécourt-Dreslincourt  | 3 952            | 60170      | 60537     |
| Saint-Léger-aux-Bois    | 820              | 60170      | 60582     |
| Thourotte               | 5 239            | 60150      | 60636     |
| Tracy-le-Val            | 860              | 60170      | 60642     |
| Vandélicourt            | 202              | 60490      | 60654     |